# Rise and Fall, Rage and Grace
Albums de The Offspring
Greatest Hits
(2004) Days Go By
(2012)
Rise and Fall, Rage and Grace est le huitième album du groupe de punk rock The Offspring, sorti le 17 juin 2008 (cinq ans après la sortie de Splinter), sous le label Columbia et produit par Bob Rock.
Le premier single annoncé est la chanson Hammerhead.

## Historique de l'album
- En 2004, après la sortie de Splinter, Dexter Holland annonce que le groupe s'apprête à enregistrer un nouvel album.
- En septembre 2006, on apprend que l'album sera produit par Bob Rock, notamment producteur de plusieurs disques du groupe Metallica.
- L'enregistrement de l'album commence au mois de novembre 2006, à Hawaï et en Californie.
- Le titre et la date de sortie de l'album sont annoncés le 9 avril 2008 sur le site officiel.
- La track-list de l'album est dévoilée par le groupe le 24 avril 2008.
- Le 30 avril 2008, The Offspring révèle la pochette du single Hammerhead.
- Le 5 mai 2008, le groupe met à disposition le premier single "Hammerhead" en téléchargement gratuit sur son site internet.
- Le 12 mai, le groupe révèle la pochette de l'album.

## Track-list
1. Half-Truism - 3:27
2. Trust in You - 3:09
3. You're Gonna Go Far, Kid- 2:58
4. Hammerhead - 4:38
5. A Lot Like Me - 4:28
6. Takes Me Nowhere - 2:59
7. Kristy, Are You Doing Okay? - 3:42
8. Nothingtown - 3:29
9. Stuff Is Messed Up - 3:31
10. Fix You - 4:19
11. Let's Hear It for Rock Bottom - 4:05
12. Rise and Fall - 2:59
13. O.C. Life (version Japonaise)

Hammerhead
La chanson a été jouée pour la première fois au Summer Sonic Festival 2007. Un enregistrement du live a été ensuite diffusé sur Internet . C'est le premier single de l'album. Il tourne sur les radios depuis le 6 mai 2008 .
Half-Truism
La chanson a été jouée à Sydney et Melbourne pendant le Soundwave Festival (Australie). Comme Hammerhead, la chanson live a été diffusée sur Internet 
You're Gonna Go Far, Kid
La chanson a été jouée pour la première fois à l'occasion du X-Fest, puis du KJEE Summer Roundup et du concert KROQ Weenie Roast quelques semaines avant la sortie officielle de l'album. Elle devient le second single de l'album.
Trust in You
La chanson a été jouée live pour la première fois au Trabendo à Paris le 10 juin 2008.

## Membres
- Dexter Holland : Chants & Guitare
- Noodles : Guitare & Chœurs
- Greg K. : Basse & Chœurs
- Josh Freese : Batterie (à noter que depuis l'enregistrement, c'est Pete Parada qui assure les lives avec le groupe)
- Bob Rock : Producteur

## Matériel
Voici une liste du matériel employé par Noodles sur l'album :
Guitares :
- Ibanez Talman
- Ibanez NDM2
- Gibson SG special 1965 (micros P90)

Amplificateurs:
- Mesa Boogie Mark IV avec HP Standard Recitifier (4 x 12)
- Krank Dimebag Model
- Vox AC-30

Dexter a utilisé le matériel suivant :
- Gibson SG special 1965 (micros P90)

Avec les amplificateurs :
- Vox AC-30
- Marshall 2000
- Krank Dimebag